# Camillo Berneri
Camillo Berneri (Lodi, 20 maggio 1897 – Barcellona, 5 maggio 1937) è stato un filosofo, scrittore e anarchico italiano, ucciso nel maggio 1937 insieme a Francesco Barbieri poco dopo il loro arresto da parte dei comunisti stalinisti del PSUC durante la battaglia intestina al fronte antifascista spagnolo delle giornate di maggio, avvenuta a Barcellona tra comunisti e anarchici durante la guerra civile spagnola.

## Biografia

### Primi Anni
Berneri nacque a Lodi da padre originario di Ronco, frazione di Corteno Golgi (nella Val Camonica, in provincia di Brescia) e da madre emiliana. Ben presto, si trasferì con la famiglia dapprima a Milano, poi a Palermo, a Forlì - dove arrivò nel 1905 -, a Varallo e, infine, a Reggio Emilia.
Qui, da una testimonianza di Angelo Tasca risulta che Camillo Berneri militava nella Federazione Giovanile Socialista di Reggio Emilia già dal 1912.
Dopo essere stato membro del Comitato Centrale della Federazione Giovanile Socialista reggiana, e dopo aver collaborato a l'Avanguardia (organo nazionale della FGS), nel 1915 rassegnò le dimissioni dalla FGS, attraverso una lettera ai compagni, avendo maturato convinzioni anarchiche. Fu colpito dal gesto dei compagni che, nonostante le dimissioni, vollero che presiedesse un'ultima riunione della FGS a Reggio, e dal gesto del mentore Camillo Prampolini, che lo convocò per conoscere le ragioni del suo dissenso. Berneri avrebbe ricordato sempre "i dolci ricordi del mio catecumenato socialista". Nel 1916 si trasferì ad Arezzo dove frequentò il liceo.
Chiamato alle armi ed escluso dall'Accademia Militare di Modena per le sue idee, fu inviato al fronte nel 1918; quindi, ancora in servizio, venne confinato nell'isola di Pianosa in occasione dello sciopero generale del luglio 1919. Iniziava intanto con lo pseudonimo Camillo da Lodi la sua copiosa attività pubblicistica collaborando per anni a vari periodici libertari: da Umanità Nova a Pensiero e Volontà, da L'avvenire anarchico di Pisa a La Rivolta di Firenze e a Volontà di Ancona.
Laureatosi in filosofia, insegnò tale materia per qualche tempo a Camerino. Pronta e decisa si manifestava la sua avversione al fascismo e, dall'Umbria in particolare, egli manteneva i contatti con gli antifascisti fiorentini diffondendo il battagliero giornaletto Non mollare. Molto intensa fu in quegli anni l'attività di Berneri nell'Unione anarchica italiana. Inaspritasi la dittatura fascista, Berneri dovette espatriare clandestinamente in Francia nel maggio 1926 e lo raggiunse poco dopo la moglie con le figlie; sua moglie era Giovanna Caleffi anche lei militante anarchica così come poi le figlie Marie Louise Berneri e Giliana Berneri.

### Guerra civile spagnola
Scoppiata la guerra civile spagnola, Berneri fu tra i primi ad accorrere in Catalogna, centro dell'attività di massa libertaria esprimentesi nella Confederación Nacional del Trabajo: qui si trovò a fianco di Carlo Rosselli con tanta parte dell'antifascismo italiano e internazionale.
Al di là della solidarietà militante, a Carlo Rosselli lo legava anche l'atteggiamento critico, e l'apertura mentale verso le prospettive del socialismo: in quegli anni Camillo Berneri collaborò con l'organo clandestino del movimento socialista-liberale "Giustizia e Libertà", argomentando con Rosselli sull'alternativa secca tra socialismo libertario e socialismo dispotico ("Gli anarchici e G.L.", Camillo Berneri e Carlo Rosselli, Giustizia e Libertà, 6 e 27 dicembre 1935).
Inadatto alle fatiche del fronte, si dedicò con entusiasmo all'opera formativa, al dibattito ideale e alle incombenze politiche pubblicando a Barcellona dal 9 ottobre 1936 un proprio periodico dal titolo Guerra di classe che sintetizzava la sua precisa interpretazione del conflitto in corso. In esso Berneri, preoccupato per il crescente isolamento non tanto del legittimo governo repubblicano quanto delle più tipiche realizzazioni rivoluzionarie e libertarie conseguite in Catalogna, Aragona e altre regioni, si batté vigorosamente per la stretta connessione di guerra e rivoluzione, ponendo agli antifascisti e ai suoi stessi compagni anarchici il dilemma: vittoria su Franco, grazie alla guerra rivoluzionaria, o disfatta. Tale la sostanza di numerosi suoi articoli e discorsi come della famosa Lettera aperta alla ministra anarchica della Sanità Federica Montseny che con altri tre anarchici era nel governo di Francisco Largo Caballero.
Molteplici, seppure inascoltati, furono anche i suoi suggerimenti politici per colpire le basi operative del fascismo proclamando l'indipendenza del Marocco, coordinare gli sforzi militari, potenziare gradualmente la socializzazione. L'attivismo di Berneri lo espose alle repressioni condotte dai comunisti ormai prevalsi dopo l'avvento del governo di Juan Negrín, che colpirono combattenti antifascisti non comunisti, anarchici ma anche comunisti non stalinisti, come i miliziani del POUM. L'assassinio di Camillo Berneri, sulle cui esatte circostanze esistono diverse versioni, avvenne durante la sanguinosa resa dei conti tra stalinisti e i loro avversari antifascisti conosciuta come le giornate di maggio (Barcellona, maggio 1937). Il 5 maggio Berneri fu prelevato insieme con l'amico anarchico Francesco Barbieri dall'appartamento che i due condividevano con le rispettive compagne. I cadaveri dei due anarchici italiani furono ritrovati crivellati di proiettili. La moglie di Camillo Berneri allevò i figli di Antonio Cieri, anche lui caduto in Spagna.
(Pietro Nenni, Nuovo Avanti, Parigi, 3 luglio 1937)

## Altri scritti
Tra gli scritti di Berneri ricordiamo:
- Lettera aperta ai giovani socialisti di un giovane anarchico, Orvieto, 1920
- I problemi della produzione comunista, Firenze, 1920
- Le tre città, Firenze, 1925
- Un federalista russo. Pietro Kropotkin, Roma, 1925
- Mussolini normalizzatore, Zurigo, 1927
- Lo spionaggio fascista all'estero, Marsiglia, 1929[4]
- Le peché original, Orléans, 1931
- Nozioni di chimica antifascista, s.l., 1934
- Mussolini gran actor, Valencia, 1934
- L'operaiolatria, Brest, 1934
- Le Juif antisémite, Paris, 1935
- El delirio racista, Buenos Aires, 1935
- Mussolini a la conquista de las Baleares, Barcelona, 1937
- ll lavoro attraente, Ginevra, 1938
- Guerre de classes en Espagne, Nîmes, 1938

Ed ancora:
- Mussolini normalizzatore
- La donna e la garçonne (1926)
- Pensieri e battaglie
- Il cristianesimo e il lavoro (1932)
- Le Léonard de S. Freud - Cahiers Psychologiques n°1 (anche in italiano)